# Сахновський Яким Іванович
Сахновський Яким Іванович (1705—22.08.1781) — син І. Г.  Сахновського (Васютинського) та Є. М. Забіли. 
Освіту здобув у Києво-Могилянській академії. На службі у Війську Запорозькому з 1737 р. Військовий канцелярист (1737—1739). Брав участь у Очаківському, Дністровському та Турецькому походах. 6 січня 1739 р. призначений сотником Менської сотні на місце батька (1739—1743). Брав участь у встановленні демаркаційної лінії російсько-турецького кордону в команді І. І. Неплюєва (1740). Сотник на вакансії (1743—1748). Сотник Березнянської сотні Чернігівського полку (1748—1769). Чернігівський полковий обозний (14 січня 1769). 16 жовтня 1769 р. вийшов у відставку в чині бунчукового товариша. Був одружений з донькою чернігівського полкового обозного Павла Сангурського Ганною (1726 р. н.). Помер у Березні 22 серпня 1781 р. у віці 76 років.